# Collet de la Torrentera
El Collet de la Torrentera és una collada situada a 688,1 metres d'altitud, del terme municipal de Sant Quirze Safaja, a la comarca del Moianès.
Està situat a llevant de la urbanització dels Pinars del Badó i a ponent de les Clotes, en el vessant sud-occidental del Puiggarí.